# Just Push Play
Just Push Play — тринадцатый студийный альбом американской рок-группы Aerosmith, выпущенный 6 марта 2001 года на лейбле Columbia Records.
Первый сингл альбома, «Jaded», попал в Top 10 в США и в мире. Синглы «Fly Away from Here», «Sunshine» и «Just Push Play» также попали в чарты.
Сам альбом дебютировал на второй строчке в Billboard 200, продав более 240 000 копий за первую неделю. Через месяц после выпуска альбом достиг максимального уровня продаж в США, и в апреле 2001 года ему был присвоен платиновый статус  от RIAA за тираж более 1 000 000 экземпляров.
В 2010 году гитарист Джо Перри раскритиковал альбом: «Я не думаю, что за последние годы мы выпустили хотя бы один достойный альбом. Just Push Play — мой наименее любимый. Когда мы его записывали, не было ни одного момента, когда все пять участников находились бы в одной комнате одновременно, а ведь главная сила Aerosmith в том, чтобы играть вместе. Для меня это был поучительный опыт: он показал мне, как не надо делать пластинки Aerosmith».

## Список композиций
| №   | Название             | Длительность |
| --- | -------------------- | ------------ |
| 1.  | «Beyond Beautiful»   | 4:45         |
| 2.  | «Just Push Play»     | 3:51         |
| 3.  | «Jaded»              | 3:34         |
| 4.  | «Fly Away from Here» | 5:01         |
| 5.  | «Trip Hoppin'»       | 4:27         |
| 6.  | «Sunshine»           | 3:37         |
| 7.  | «Under My Skin»      | 3:45         |
| 8.  | «Luv Lies»           | 4:26         |
| 9.  | «Outta Your Head»    | 3:22         |
| 10. | «Drop Dead Gorgeous» | 3:42         |
| 11. | «Light Inside»       | 3:34         |
| 12. | «Avant Garden»       | 4:52         |